# Haru wo Daiteita
Haru wo Daiteita (春を抱いていた) é um mangá yaoi de Youka Nitta. Ele conta a história de Iwaki Kyousuke e Katou Youji, duas celebridades adultas que tentam atingir o sucesso.
Os dois personagens principais eram atores AV (de filme pornô) antes e a partir de uma proposta inesperada, a de fazer parte do elenco de um pequeno filme envolvendo outra temática, eles vêm a chance de dar outro rumo às suas respectivas carreiras.
Com o teste de aprovação para a inclusão no elenco do filme se aproximando, ambos descobrem que a temática do filme envolve homossexualidade, mas a grande surpresa vem mesmo quando durante o teste eles são informados que realmente terão que se relacionar sexualmente para que o diretor possa avaliar a performance dos dois juntos. Logicamente eles estranham aquela situação, mas acabam aceitando a proposta, já que ambos querem muito o papel. Desde aquele momento, nasce uma certa rivalidade entre os dois.
Ao longo do mangá o relacionamento dos personagens vai se desenvolvendo de tal forma que logo eles percebem que de maneira estranha estão ficando dependentes um do outro. Sentem cada vez mais vontade de estarem juntos. À medida que vão se conhecendo a curiosidade com relação ao outro vai aumentando.

## Personagens
Kyousuke Iwaki: Um homem reservado que colocou seu trabalho antes de sua vida pessoal. Ele tem um relacionamento tenso com sua família conservadora devido a sua carreira no cinema adulto e se esforça para ter um relacionamento com Katou. Seu dublador é no OVA é Toshiyuki Morikawa.
Youji Katou: Ele é um ator loiro, corajoso, extrovertido e promissor. Sua estreia trouxe a ele boa sorte e problemas. Sua busca implacável, finalmente, ganha-lhe amor Iwaki, por quem é profundamente apaixonado. Diferente de Iwaki, ele vem de uma família muito aberta e compreensiva que aceita suas escolhas e relacionamento homossexual. É dublado por Shinichiro Miki no OVA.
Kazunari Urushizaki: Perseguidor de Katou que se parece com Iwaki, mais jovem, ele se torna um repórter para melhor seguir Katou. Seu dublador é
Kentarou Itou no OVA.
Nagisa Sawa: O autor do romance "Haru wo Daiteita", que costumava ser um policial de uma família conservadora e controladora, mas agora veste roupas femininas e mantém uma relação com seu primo Yukihito. Seu dublador é Kazuhiko Inoue no OVA.
Yukihito Sawa: O primo mais novo e amante de Nagisa. Ele testemunhou a morte de sua mãe nas mãos de seu pai quando ele tinha 13 anos de idade, caindo em um estado de choque grave que o deixou mudo. Apenas os afetos de Nagisa conseguiram tirá-lo disso, mas ele ainda é tímido e introvertido. É dublado por Chihiro Suzuki no OVA.
Katsuya Kikuchi: Um ator que alguns anos atrás teve um escândalo de relacionamento entre pessoas do mesmo sexo, ele tem ciúmes da reação positiva do público ao relacionamento de Iwaki e Katou. Seu dublador é Ken Narita no OVA.

## Mangá
O mangá começou a ser escrito em abril de 1999 e o volume 14 saiu em outubro de 2006, publicado pela Digital Manga Publishing.

## Recepção
A natureza refrescante "reversível" do casal foi elogiada
. O conceito de ambos os personagens serem atores pornográficos foi descrito como sendo incomum no yaoi.

## OVA
Foram lançados dois OVAS da série pelo estúdio Trinet Entertainment em Março e Maio 2005.